# Monte Cornetto
Il Cornetto (Hornberg in tedesco) è una montagna delle Alpi alta 1899 m, appartenente alla Catena del Sengio Alto, nelle Piccole Dolomiti.

## Conformazione
È la cima più elevata della catena del Sengio Alto, nelle Piccole Dolomiti, composta soprattutto di dolomia principale.

## Sentieri
Per raggiungere la cima per il percorso più facile partendo dal Pian delle Fugazze (precisamente dietro all'Albergo al Passo) si imbocca il sentiero che, passando per un bosco, arriva alla Forcella Nord-Ovest. Proseguendo a sinistra si prende un sentiero molto ripido.  Si debbono superare alcuni brevi passaggi di I grado su roccia; dopo almeno 1 ora di cammino si arriva alla cima, dove sono situati una croce e un libro di vetta.
Al contrario se invece vogliamo partire dal Passo di Campogrosso è necessario imboccare la prima parte del sentiero della Pace, raggiungere la Forcella Sud-Est (Passo delle Gane), svoltare a sinistra e salire direttamente. Una catena aiuta la progressione ma non vi sono particolari difficoltà. Il percorso è più breve e meno faticoso di quello che sale dal Pian delle Fugazze.

## Alpinismo

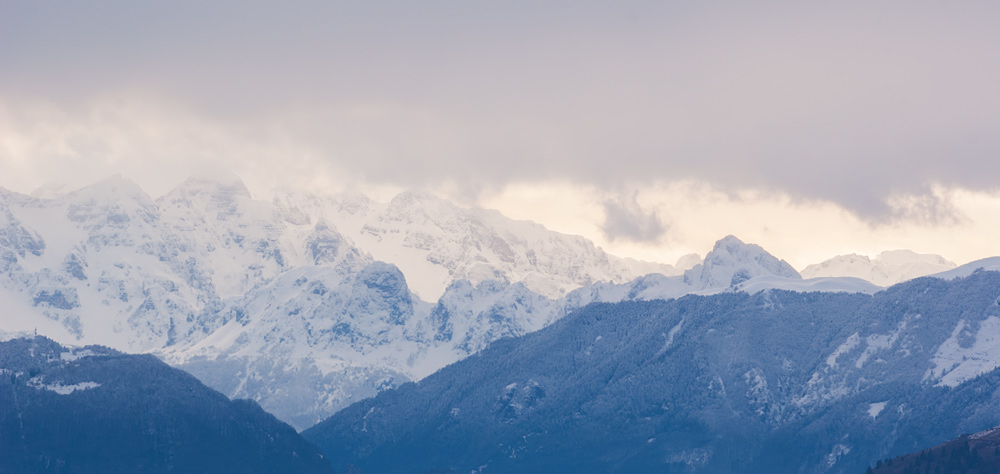
Il monte Cornetto svetta tra le Piccole Dolomiti

Oltre alla via normale escursionistica (con un breve tratto attrezzato) che sale da Malga Boffetal, sono state tracciate anche alcune vie alpinistiche sui pilastri di questa cima:
- Via Soldà: sullo spigolo sud, vicino al passo degli Onari, c'è la firma di Gino Soldà; itinerario aperto nel 1952 con Amstaadt e Flaschmann. Sviluppo: 160 m, difficoltà: IV con 1 passo di V.
- Via degli Ometti: Via alpinistica ben protetta, aperta da Giorgio Roncolato, Renato Bellotto e Arturo Franco Castagna nel 1995. Si sviluppa in parete sud-ovest seguendo una logica sequenza di caratteristici camini fino alla cima. Sviluppo 390 metri; difficoltà III/V. Alberto Peruffo e Mirco Scarso hanno aperto nel 1998 due varianti (Placca Aperta e Pilastro Meraviglioso); difficoltà V+/VI-.
- Via Ragazzo di Buia: aperta da Alberto Peruffo e Alessio Gualdo nel 1996 sale la parete sud-est fino alla cima. Sviluppo: 155 m, difficoltà: IV/V e passi di V+.
- Via Bel Cornetto: Via alpinistica ben protetta che si sviluppa sul pilastro nord del Monte Cornetto, tra il vajo delle Ombre e il vajo Horn Eitzen. Aperta da Giuseppe Tararan e Arturo Franco Castagna nel 2006. Sviluppo 355 metri; difficoltà V/V+/VI+.
- Via Cresta delle Emozioni: Via alpinistica ben protetta che si sviluppa sull'avancorpo del pilastro ovest del vajo Stretto. A parte i primi due tiri, si tratta di una bella cresta su ottima roccia. Aperta da Giorgio Roncolato e Arturo Franco Castagna nel 2007. Sviluppo 210 metri; difficoltà dal III al VI-.
- Via S. Stefano: Via alpinistica ben protetta che si sviluppa sul pilastro ovest del vajo Stretto. Aperta da Giorgio Roncolato e Arturo Franco Castagna nel 2007. Sviluppo 370 metri; difficoltà III/IV/V+.
- Via Attacco Diretto allo Spigolo Noaro: Via alpinistica ben protetta che si sviluppa sul pilastro est del vajo Stretto. Aperta da Raffaele Ferraretto e Arturo Franco Castagna nel 2007. Sviluppo 160 metri; difficoltà III/IV/V. Continuando per il classico "Spigolo Noaro" risulta una bellissima salita di media difficoltà.
- Via Placca d'Argento: Via alpinistica su placca, ben protetta che si sviluppa sul Coston del Cornetto. Aperta da Giuseppe Tararan e Arturo Franco Castagna nel 2008. Sviluppo 135 metri; difficoltà V/VI/VII-.
- Via Bortolo: Via alpinistica, ben protetta su ottima roccia, che si sviluppa sulla parete nord della P.ta Cassa da Morto (Contrafforte Est del Monte Cornetto). Aperta da Giuseppe Tararan e Arturo Franco Castagna nell'inverno 2007. Sviluppo 200 metri; difficoltà V/VI.
- Via Cavalcata delle T.ri del Tricorno: Via alpinistica, ben protetta su una successione di sette torri(Contrafforte Est del Monte Cornetto). Aperta da Giuseppe Tararan e Arturo Franco Castagna nell'inverno 2007. Sviluppo 600 metri; difficoltà dal III al VI-.
- Via della Cortesia: Via alpinistica, ben protetta sulle ultime T.ri del Tricorno(Contrafforte Est del Monte Cornetto). Aperta da Giuseppe Tararan e Arturo Franco Castagna nell'inverno 2007. Sviluppo 270 metri; difficoltà dal IV al VI.
- Via dell'Amicizia: Via alpinistica, ben protetta sulle T.ri dell'Emmele Bassa(Contrafforte Est del Monte Cornetto). Aperta da Giuseppe Tararan e Arturo Franco Castagna nell'inverno 2007. Sviluppo 400 metri; difficoltà dal III al VII-.
- Via Martin Mietto: Via alpinistica, ben protetta sulle ultime T.ri del Tricorno(Contrafforte Est del Monte Cornetto). Aperta da Alessandro Rossi, Marco Bressanini e Piero Martin nell'agosto 2020. Sviluppo 100 metri; difficoltà dal V al VI.